# Edeháza
Edeháza (: Stuben,  Stubna) Borostyánkő településrésze  Ausztriában Burgenland tartományban a Felsőőri járásban.

## Fekvése
A kőszegi határátkelőtől 26 km-re nyugatra, Borostyánkőtől 3 km-re északra a régi magyar határ mellett fekszik.

## Története
Vályi András szerint " STUBEN. Stubna. Német falu Vas Várm. földes Ura Gr. Batthyáni Uraság, lakosai katolikusok; fekszik Borostyánkőhöz nem meszsze, és annak filiája; határja hegyes, és sovány, kereskedésre, ’s eladásra jó módgyok van. " 
Fényes Elek szerint " Stuben, német falu, Vas vgyében, 535 evang. lak. és oskolával, sovány határral. A borostyánkői uradalomhoz tartozik. Ut. p. Kőszeg."
Vas vármegye monográfiája szerint "Edeháza határszéli község Alsó-Ausztria felé, 94 házzal és 546 német ajkú, ág. ev. lakossal. A község határában ásványvíz-forrás van. Postája Borostyánkő, távírója Léka."
1910-ben 572, túlnyomórészt német lakosa volt.
A trianoni békeszerződésig Vas vármegye Kőszegi járásához tartozott.